# John Godfrey Saxe

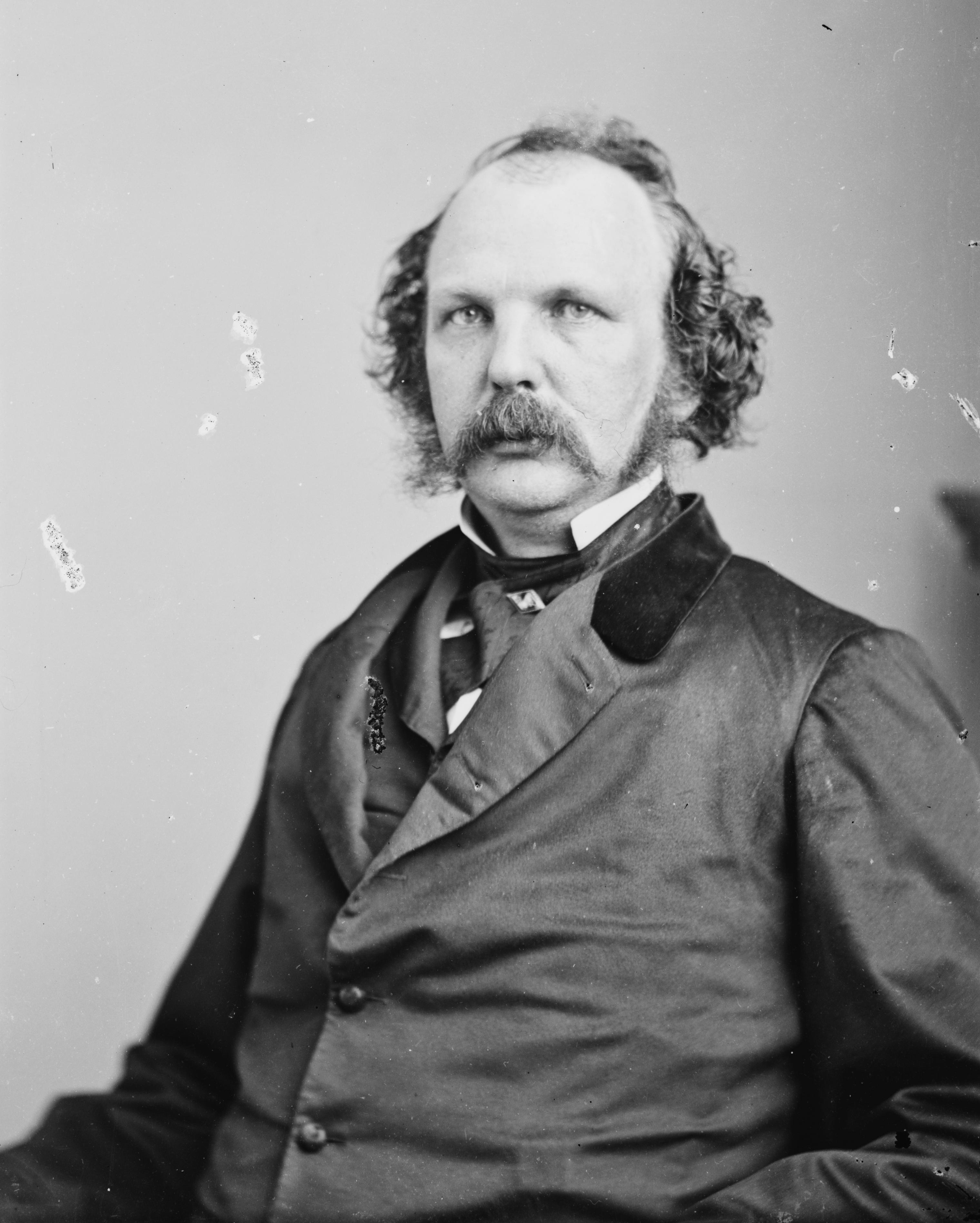
John Godfrey Saxe, ergens tussen 1855 en 1865.

John Godfrey Saxe (Highgate, 2 juni 1816 - Albany, 31 maart 1887) was een Amerikaans dichter en satireschrijver . Hij is onder meer bekend geworden van zijn Engelse vertaling van de Indische parabel De blinde mannen en de olifant. Verder is de bekende uitspraak "Wetten zijn als worsten, je wilt niet weten hoe ze gemaakt worden", die later aan Otto von Bismarck is toegeschreven, in werkelijkheid vermoedelijk van Saxe afkomstig.

## Biografie
John Godfrey Saxe werd geboren in Vermont, in het gehucht Saxe's Mills. Zijn grootvader Johannes Sachse was een Duitse immigrant en loyalist tijdens de Amerikaanse Revolutie, die in deze streek in 1786 de eerste korenmolen had laten bouwen. Zijn vader was molenaar en zat in de Vermont General Assembly.
John Saxe kreeg een streng methodistische opvoeding. In 1835 ging hij naar de Wesleyan-universiteit, waar hij een jaar later weer stopte. In 1839 stuurde hij aan het Middlebury College in Middlebury.
John Godfrey Saxe trouwde in 1841. Twee jaar later werd zijn eerste kind geboren, de latere hoogleraar John Theodore Saxe.
In 1843 trad hij toe tot de advocatuur en werkte gedurende enkele jaren in Franklin County. Hij kreeg hier echter gaandeweg genoeg van en begon zich toe te leggen op het schrijven van gedichten. Hij begon te schrijven voor The Knickerbocker, een literair tijdschrift dat werd uitgegeven in New York, waarna zijn werk gaandeweg meer in de belangstelling kwam te staan. In de periode 1850-1856 schreef hij voor Sentinel, een tijdschrift dat werd uitgegeven in Burlington.
In 1850-51 was Saxe procureur-generaal voor Chittenden County. In 1859 stelde hij zich kandidaat als gouverneur van Vermont, maar hij werd niet gekozen omdat hij als Democraat niet populair was in het overwegend republikeinse Vermont. Een jaar later besloot Saxe te verhuizen naar de buurstaat Albany.  Hij bleef doorgaan met schrijven en zijn gedichten verschenen onder andere in Harper's Magazine en The Atlantic. Hij verhuisde opnieuw, naar Carroll Gardens in de New Yorkse wijk Brooklyn.
De laatste twintig jaar van zijn leven werd hij getroffen door een reeks zware persoonlijke rampen. In 1867 overleed zijn oudste broer, waarna John Godfrey de rol van familiehoofd moest overnemen, wat hem niet goed afging. In 1875 liep hij door een treinongeluk bij Wheeling (West Virginia) enig hersenletsel op, waar hij nooit helemaal van zou herstellen. In totaal overleden vijf van John Godfrey Saxes zes kinderen, onder wie ook John Theodore, nog tijdens John Godfreys Saxes leven aan tuberculose. John Godfreys vrouw stierf plotseling aan een fatale beroerte.
Eerder was John Godfrey Saxe een zeer levendige en opgewekte persoonlijkheid geweest, maar gedurende de laatste jaren van zijn leven leed hij aan zware depressies. Hij verhuisde terug naar Albany waar hij introk bij zijn enige nog levende kind, Charles.
Na zijn dood kreeg hij een standbeeld in het Capitool van New York.